# Semprônia (esposa de Décimo Júnio Bruto)
Semprônia (português brasileiro) ou Semprónia (português europeu) (em latim: Sempronia) era a esposa de Décimo Júnio Bruto, cônsul em 77 a.C.. Segundo as fontes, era uma mulher muito distinta, bela, capaz e apaixonante que aprendeu grego e latim, sabia cantar, tocar a lira e dançar. 

## História
Segundo o historiador Salústio, era foi extremamente bem-sucedida na vida, no casamento e na família, apesar de seu caráter "devasso". Uma mulher como Semprônia representava a "nova mulher" em Roma, com interesses, gostos próprios e habilidades que rapidamente tornar-se-iam comum para as mulheres romanas. Ela e seu entusiasmo estavam em amplo contraste com mulheres como Cornélia Africana, que prezava os valores tradicionais dos primeiros anos da República Romana. Sem conhecimento ou consentimento do marido, Semprônia acabou se envolvendo na conspiração de Catilina.
O filho do casal, Décimo Júnio Bruto Albino, foi um dos assassinos de Júlio César.

## Identidade
Orelli supõe que esta Semprônia pode ser a mesma que, segundo Ascônio, testemunhou contra Tito Ânio Milão em 52 a.C.. Esta seria a filha de um Semprônio Tuditano e, supostamente, a sogra de Públio Clódio Pulcro, de cuja morte Milão era acusado. Porém, como a esposa de Clódio, Fúlvia, era filha de Semprônia e neta de Semprônio Tuditano, parece que a Semprônia que testemunhou não é a mesma que se casou com Décimo Bruto e sim a sogra da Clódio.